# 69: Історія Денні Ернандеса
69: Історія Денні Ернандеса — американський документальний фільм 2020 року.
Цей фільм про Даніеля Ернандеса, репера, автора пісень, відомого у соціальних мережах та засудженого як злочинця. Стрічка розповідає про сходження Ернандеса як музиканта, та його приналежність до банди і численні арешти.
Режисер фільму Вікрам Ганді. Перший показ відбувся на Hulu в листопаді 2020 року.